# Sweethead
Sweethead – zespół utworzony w 2008 roku przez gitarzystę Queens of the Stone Age Troya Van Leeuwena i 
debiutującą piosenkarkę Serrinę Sims. Do grupy dołączyli również Norm Block (perkusja) i Eddie Nappi (gitara basowa) z The Mark Lanegan Band. Nazwa zespołu była inspirowana piosenką Davida Bowiego „Sweethead”.
Pierwsze EP zespołu zatytułowane The Great Disruptors zostało wydane 13 lipca 2009.
Lista utworów The Great Disruptors:
1. „The Great Disruptors"
2. „Hardspun"
3. „Arcane Arcade"
4. „Traumatized And Dumb"
5. „Tired of Waiting For You” (The Kinks)